# Lake Bronson (Minnesota)
Pour les articles homonymes, voir Bronson.
Lake Bronson est une ville américaine située dans le Comté de Kittson, dans le Minnesota. Selon le recensement de 2010, sa population est de 229 habitants.